# Tambach-Dietharz
Tambach-Dietharz ist eine Landstadt im Landkreis Gotha in Thüringen (Deutschland).

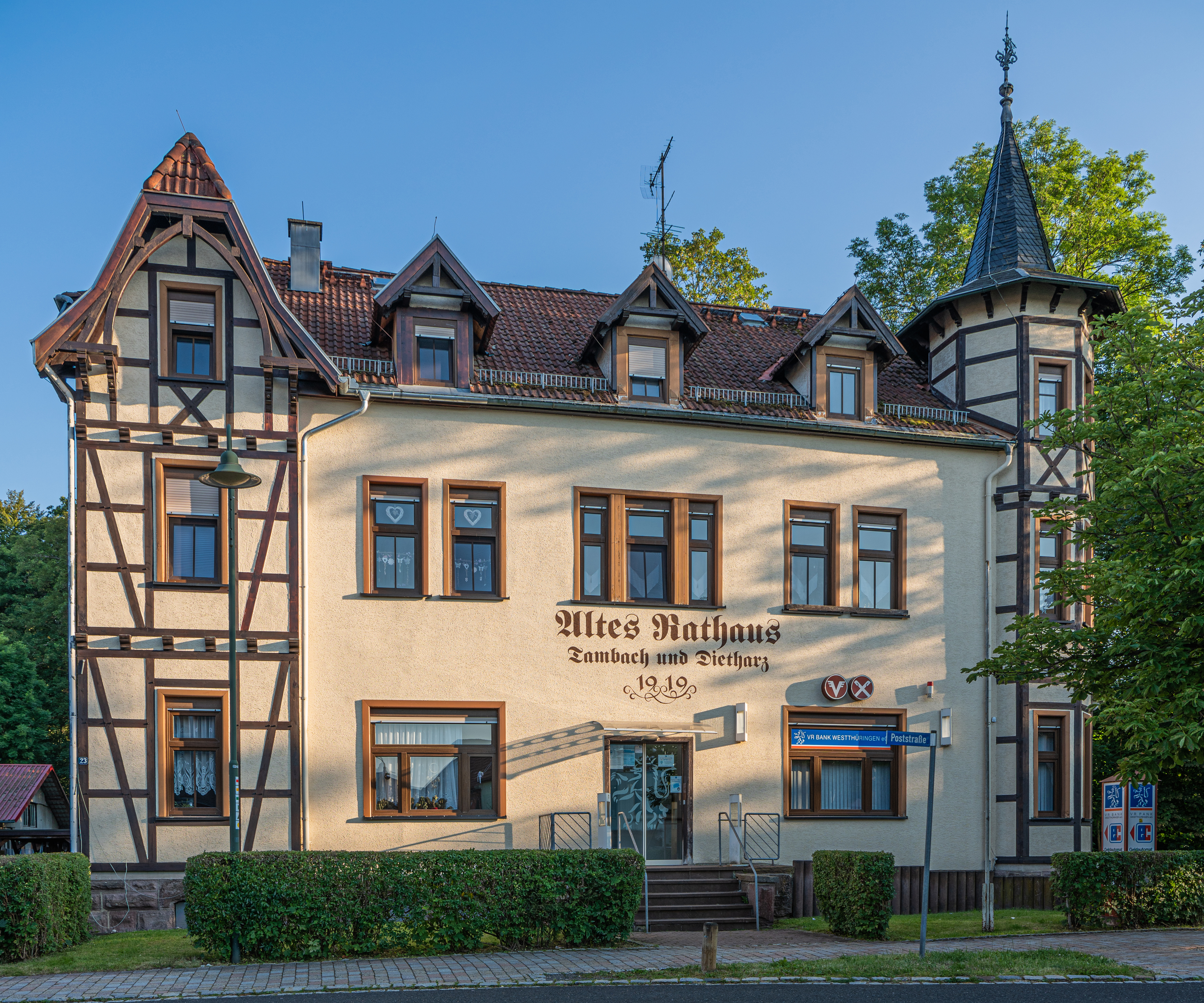
Altes Rathaus von 1919

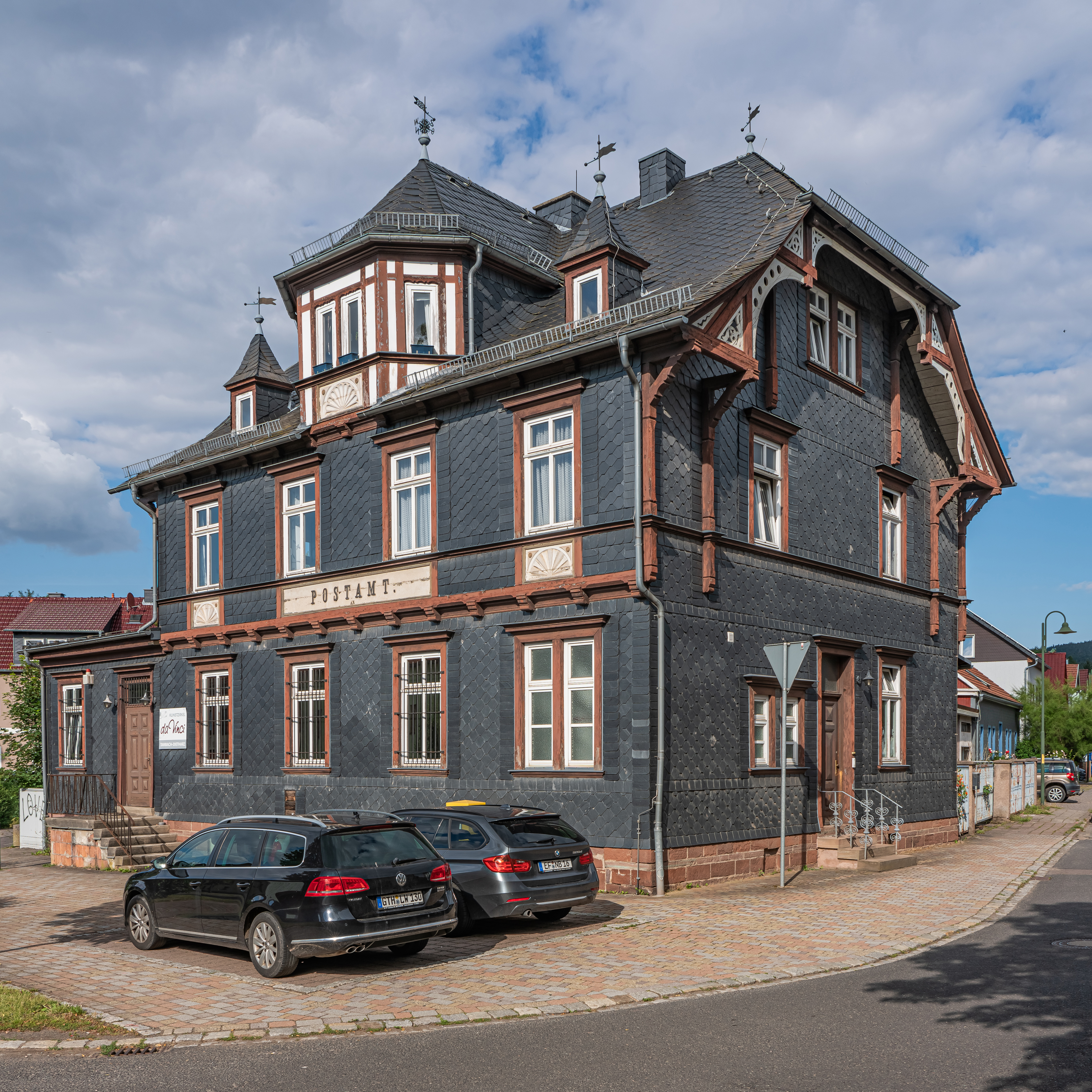
Altes Postamt von 1888

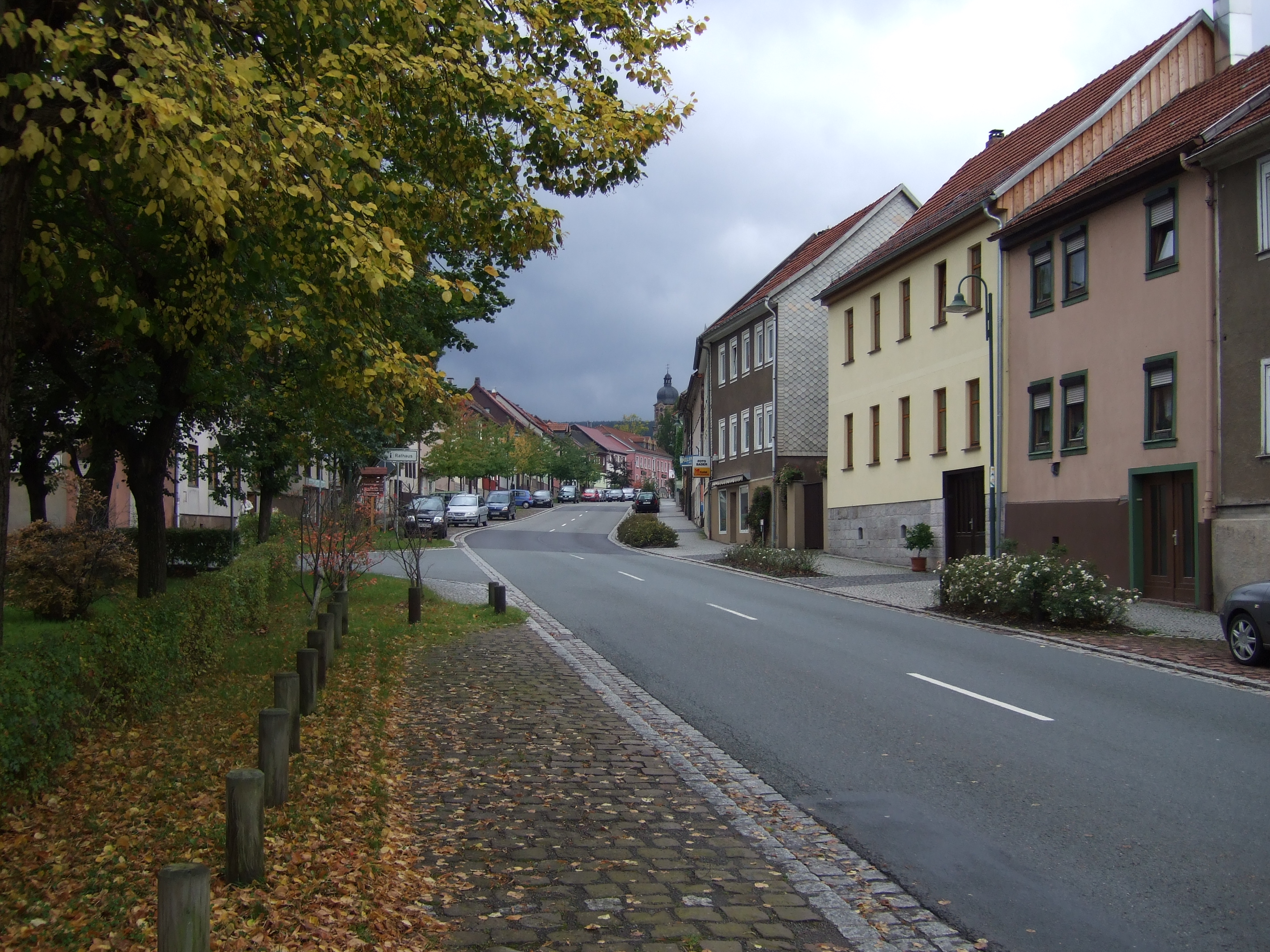
Blick entlang der Hauptstraße zur Lutherkirche

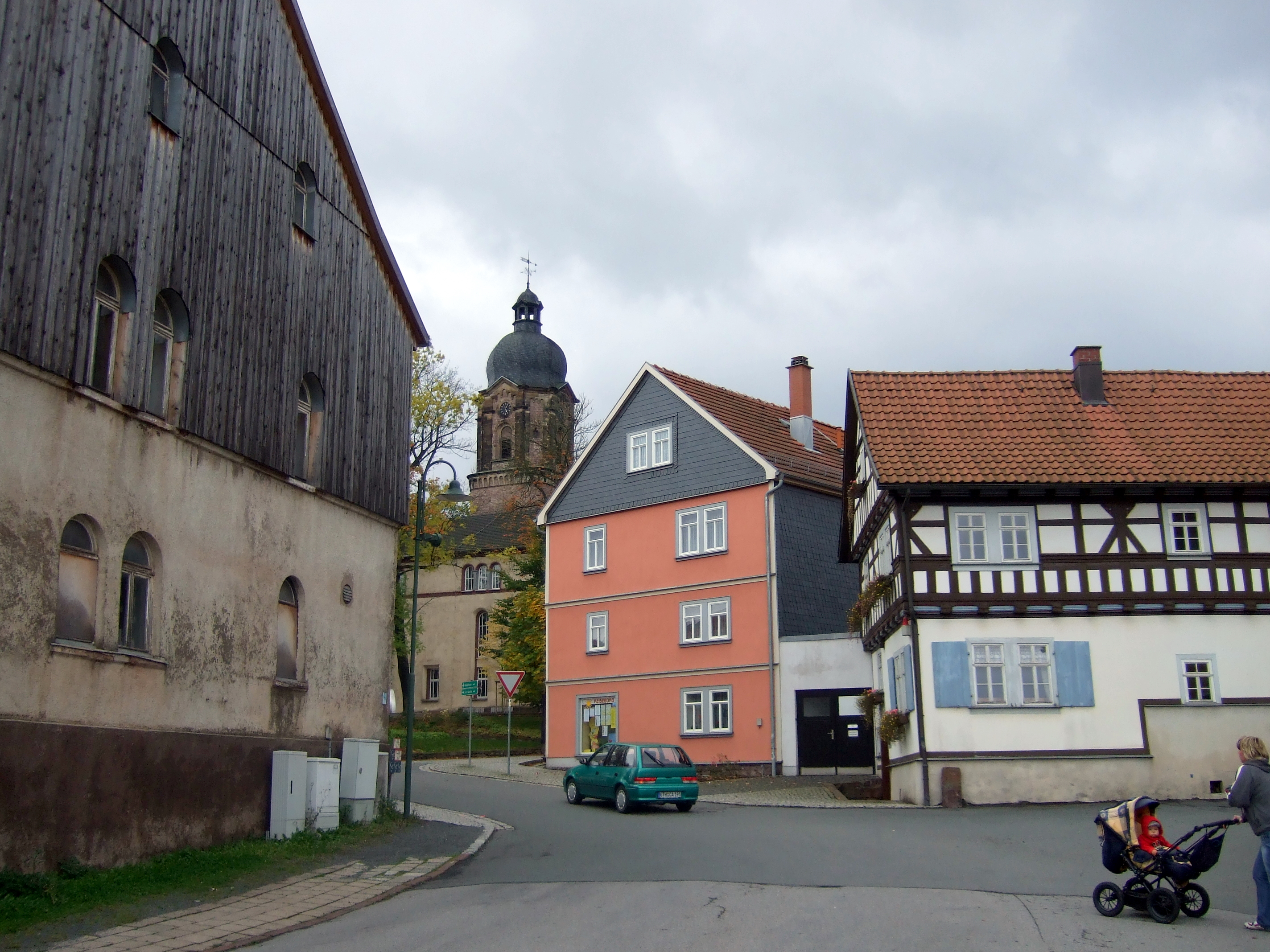
Lutherkirche und Heimatmuseum

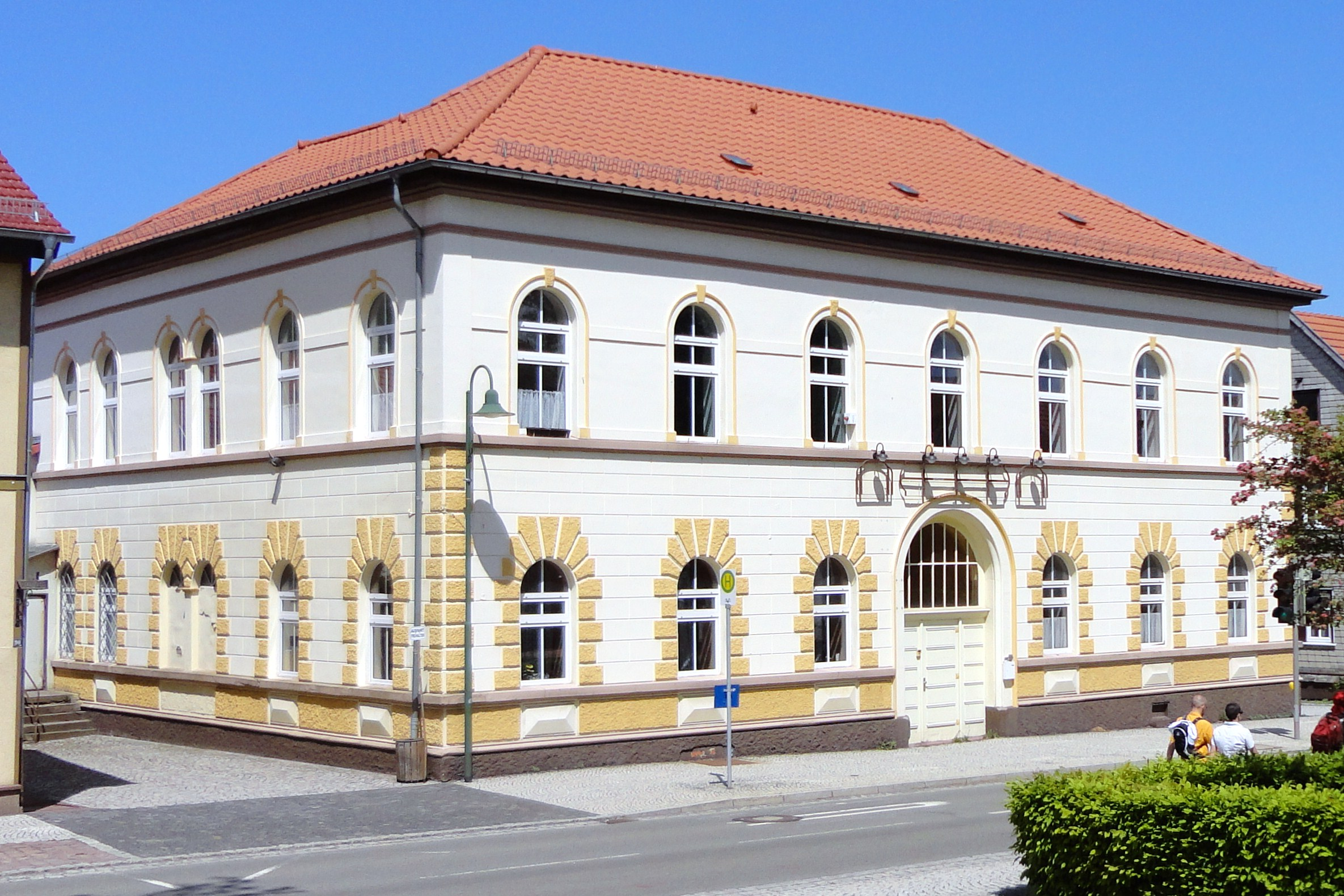
Antikes Haus, Hauptstr. 88 (2012, als Disco genutzt)

## Geographie

### Lage und Ortsteile
Tambach-Dietharz liegt an der Nordabdachung des Thüringer Waldes westlich von Ohrdruf. Die Stadt liegt auf einer höheren Rodungsinsel an der Landesstraße 1028, die hinab in das nördliche Vorland des Thüringer Waldes führt. Südlich von Tambach-Dietharz verläuft der Kammweg Rennsteig. Tambach-Dietharz liegt am südwestlichen Rand des Landkreis Gotha.
Die Apfelstädt trennt Tambach-Dietharz grob in seine beiden zusammengewachsenen Ortsteile, das größere Tambach westlich und das kleinere Dietharz östlich des Flusses. Im Norden befindet sich das Industriegebiet. Am nördlichen Ortsrand liegt der Weiler Lohmühle und die teilweise dauerhaft bewohnte Bungalowsiedlung „Vitzerod“, beide sind aber offiziell nicht Teil der Gemeinde Tambach-Dietharz, sondern von Georgenthal, obwohl dessen Hauptort mehrere Kilometer entfernt liegt.

### Gewässer
Südöstlich von Tambach-Dietharz liegt die große Talsperre Schmalwasser. Direkt am südlichen Ortsrand liegt die etwas kleinere Talsperre Tambach-Dietharz, die die davor noch sehr kleine Apfelstädt sowie deren südöstlichen Zufluss „Mittelwasser“ aufstaut. Die Apfelstädt fließt mitten durch die Stadt Richtung Norden. Es fließen noch mehrere Bäche durch Tambach-Dietharz; der nächstgrößere ist die Spitter, die von Westen kommend durch den Ort fließt und in der Ortsmitte in die Apfelstädt mündet.

## Geschichte

### Tambach
Das erste Mal erwähnt wurde der Ort 1039 als Dambahc. Bereits im 10. und 11. Jahrhundert führte vermutlich eine Handels- und Heerstraße durch die Tambacher Mulde über den Kamm des Thüringer Waldes (Frankenstic, der heutige Rennsteig) nach Franken mit Anbindung an das süddeutsche Straßennetz. Die strata magna und die communis strata hatten ihre Blütezeit im 14./15. Jahrhundert.
Tambach ist seit 1251 urkundlich bezeugt. Das Castrum Walinvels (Burg Waldenfels oder Burg Altenfels), auf dem Altenfels am Ende des Schmalwassergrundes (heute Talsperre Schmalwasser) gelegen, könnte eine Zoll- und Geleitstelle gewesen sein. Einer der Vögte zu Waldenfels war um 1260 Eckehard, Ritter von Hochheim, der Vater des berühmt gewordenen Philosophen und Theologen Meister Eckhart, der um 1260 geboren wurde, wobei als Geburtsort diese Burg in Betracht kommen kann. 1293 überließen die Herren von Meldingen das Dorf dem Kloster Georgenthal. Nach dessen Auflösung gehörte der Ort ab 1531 zum Amt Georgenthal, welches seit 1640 zum Herzogtum Sachsen-Gotha gehörte.
Die Bezeichnung der örtlichen Mundart sowie der in dieser Mundart von den Bewohnern des Dorfes verwendete Name für das Dorf ist „Tammich“.

### Dietharz
Die erste urkundliche Erwähnung von Dietharz datiert in das Jahr 1246 als Ditteritz. 1293 wurde er mit Dietharz und der Burg Waldenfels dem Kloster Georgenthal überlassen. Nach dessen Auflösung gehörte der Ort ab 1531 zum Amt Georgenthal, welches seit 1640 zum Herzogtum Sachsen-Gotha gehörte.
Als Anfang des 17. Jahrhunderts ein großer Teil des Ortes (vermutlich infolge Kriegswirren) verwüstet war, wurde 1691 in Weimar eine Verordnung erlassen, die den Bürgern zusprach, dass „jede Spanne Bauholz aus den herrschaftlichen Waldungen für 6 Pf. Waldmiethe abgeliefert werden sollte, damit das Dorf wieder aufgebaut werden könnte.“
Dietharz wird in der lokalen Mundart „Detersch“ genannt.

### Zusammenlegung
Tambach schloss sich 1919 mit dem benachbarten Ort Dietharz zu Tambach-Dietharz zusammen. Die Gemeinde erhielt 1925 das Stadtrecht.

### Luther und der Ort
Die alte Straße zwischen Schmalkalden und Tambach-Dietharz erlangte auch Berühmtheit durch Martin Luther. Dieser war auf dem Konvent in Schmalkalden, auf dem die Schmalkaldischen Artikel im Februar 1537 unterzeichnet wurden, an einem Blasen- oder Nierenleiden schwer erkrankt. Er trat die Heimreise nach Wittenberg über Tambach-Dietharz an. Hier wurde er, nachdem er vom Wasser des heutigen Lutherbrunnens getrunken hatte, von seinen Leiden erlöst und schrieb an seinen Freund Philipp Melanchthon: „[…] aus Tambach, dem Orte, da ich gesegnet wurde, denn hier ist mein Phanuel, an dem mir Gott erschienen ist.“ Laut Ludwig Bechstein fühlte er sich sogar zu einem Graffito berufen: […] im Gasthaus zu Tambach nahm er eine Kohle und schrieb damit an die Wand: „Tambach est mea Pniel“ – den Namen der Stätte, wo Jakob mit Gott gerungen – „ibi apparuit mihi dominus. M.L“. Das hat lange in jenem Hause gestanden […]
Dies war der Anlass, im Jahre 1717 zum Reformationsjubiläum im Tammichgrund einen Brunnen als Lutherbrunnen (aus diesem soll das Wasser entnommen worden sein) zu bezeichnen. Welchen Weg der kleine Reisezug von Schmalkalden über den Rennsteig nach Tambach genommen hat, lässt sich heute nicht mehr zweifelsfrei ermitteln. Der Weg von der „Alten Ausspanne“ in Richtung Nesselhof – als Lutherweg gekennzeichnet – ist mit hoher Wahrscheinlichkeit nicht der Weg, den Martin Luther und seine Reisebegleiter 1537 vom Nesselhof aus in Richtung Tambach genommen haben. Er ist für Pferdefuhrwerke im Winter viel zu steil und wurde sicher in dieser Zeit selten – wenn überhaupt – zur Überquerung des Rennsteiges benutzt. Die Überlieferung, dass die Reisegruppe am Rennsteigstein R 57 in der Nähe des heutigen Parkplatzes an der „Neuen Ausspanne“ den Rennsteig überquerte, scheint schon eher realistisch zu sein. Am Rennsteigstein R 57 stand zu Luthers Zeiten die mächtige „Diebesbuche“ als Hoheitszeichen zwischen Sachsen und Hessen. Der Überlieferung zufolge wurde dieser Stein auch als „Gerichts-Stein“ bezeichnet, denn hier soll der Austausch von Delinquenten aus Sachsen nach Hessen und umgekehrt stattgefunden haben.

### Weitere Geschichte
Während des Zweiten Weltkriegs mussten 307 Frauen und Männer, vorwiegend aus der Sowjetunion, bei den Firmen Hopf und Fritz Braun Zwangsarbeit leisten.
Zu DDR-Zeiten wurde am Hubenstein ein Ferienlager (am Schmalwassergrund) errichtet, das später durch Brand zerstört wurde.
Im Rahmen der Energiewende gab es Planungen der Thüringer Landesregierung, oberhalb von Tambach-Dietharz ein Pumpspeicherkraftwerk, vorrangig zur Speicherung von Strom aus Windkraftanlagen, zu errichten. Vor Ort gab es Widerstand dagegen. 2018 teilte die Trianel-Gruppe, eine Stadtwerke-Kooperation für Energiehandel und -versorgung mit Sitz in Aachen, mit, das von ihr geplante Projekt nicht weiter zu verfolgen, «weil die energiepolischen und wirtschaftlichen Rahmenbedingungen für solche Großprojekte nicht gegeben sind».

### Bahnstrecke
Am 19. Dezember 1892 erhielt Tambach-Dietharz mit der Stichstrecke von Georgenthal den lang ersehnten Bahnanschluss. Am 1. September 1969 wurde der Personenverkehr eingestellt, die Infrastruktur allerdings für den verbleibenden Güterverkehr saniert. Aufgrund des mittlerweile schlechten Gleiszustandes verließen die letzten Güterwagen am 27. Dezember 1995 Tambach-Dietharz. Bemühungen um den Erhalt scheiterten. Die Bahntrasse wurde in Tambach-Dietharz zu einem Radweg umgebaut.

## Politik

### Stadtrat
Der Stadtrat von Tambach-Dietharz besteht aus 16 ehrenamtlichen Mitgliedern. Die Stadtratswahl am 26. Mai 2024 führte zu folgendem Ergebnis (mit Vergleichszahlen voriger Wahlen):
| Partei / Liste   | Stimmenanteil 2024 | Sitze 2024 |        | Stimmenanteil 2019 | Sitze 2019 | Sitze 2014 |
| Freie Wähler T-D | 64,5 %             | 10         | 46,9 % | 6                  | 6          |            |
| Pro T-D          | 35,5 %             | 6          | 12,4 % | 2                  | 1          |            |
| SPD              | –                  | –          | 18,9 % | 3                  | 3          |            |
| CDU              | –                  | –          | 11,7 % | 3                  | 3          |            |
| Die Linke        | –                  | –          | 10,2 % | 2                  | 2          |            |
| BI/SG            | –                  | –          | –      | –                  | 1          |            |
| Wahlbeteiligung  | 59,0 %             | 59,0 %     | 53,2 % | 53,2 %             | 49,2 %     |            |

### Bürgermeister
Bei den Bürgermeisterwahlen 2012 setzte sich Marco Schütz (parteilos, Kandidat von CDU/FW TD) unter anderem gegen seinen Vorgänger Harald Wrona mit 55,5 % der Stimmen durch. Schütz wurde 2018 ohne Gegenkandidaten wiedergewählt. Im Mai 2024 gewann er gegen den Gegenkandidaten Christian Jäger (PRO TD) mit 62,9 % der Stimmen und wurde erneut in seinem Amt bestätigt.
Bürgermeister seit 1994 waren:
- 1994–2006: Egon Stötzer (CDU, später parteilos)
- 2006–2012: Harald Wrona (SPD, später parteilos, dann FDP)

### Landtagsabgeordnete
2024 für den Wahlkreis 014 Gotha I:
- Marcel Kramer (AfD – direkt gewählt, neu)[12]
- Matthias Hey (SPD - über die Landesliste, seit 2009)

### Wappen
Blasonierung: Geteilt von Grün und Silber, oben eine silberne Holzfälleraxt, belegt mit (schräggekreuzten) silbernen Schlägel und Eisen, unten auf grünem Boden drei grüne Tannen.
Der Auftrag für ein neues Stadtwappen erging 1925. Die Holzfälleraxt und die Bergeisen erinnern an Forstwirtschaft und Holzverarbeitung sowie an das Steinbrechergewerbe in Tambach. Die drei Tannen entstammen dem alten Gemeindesiegel von Dietharz.

## Sehenswürdigkeiten

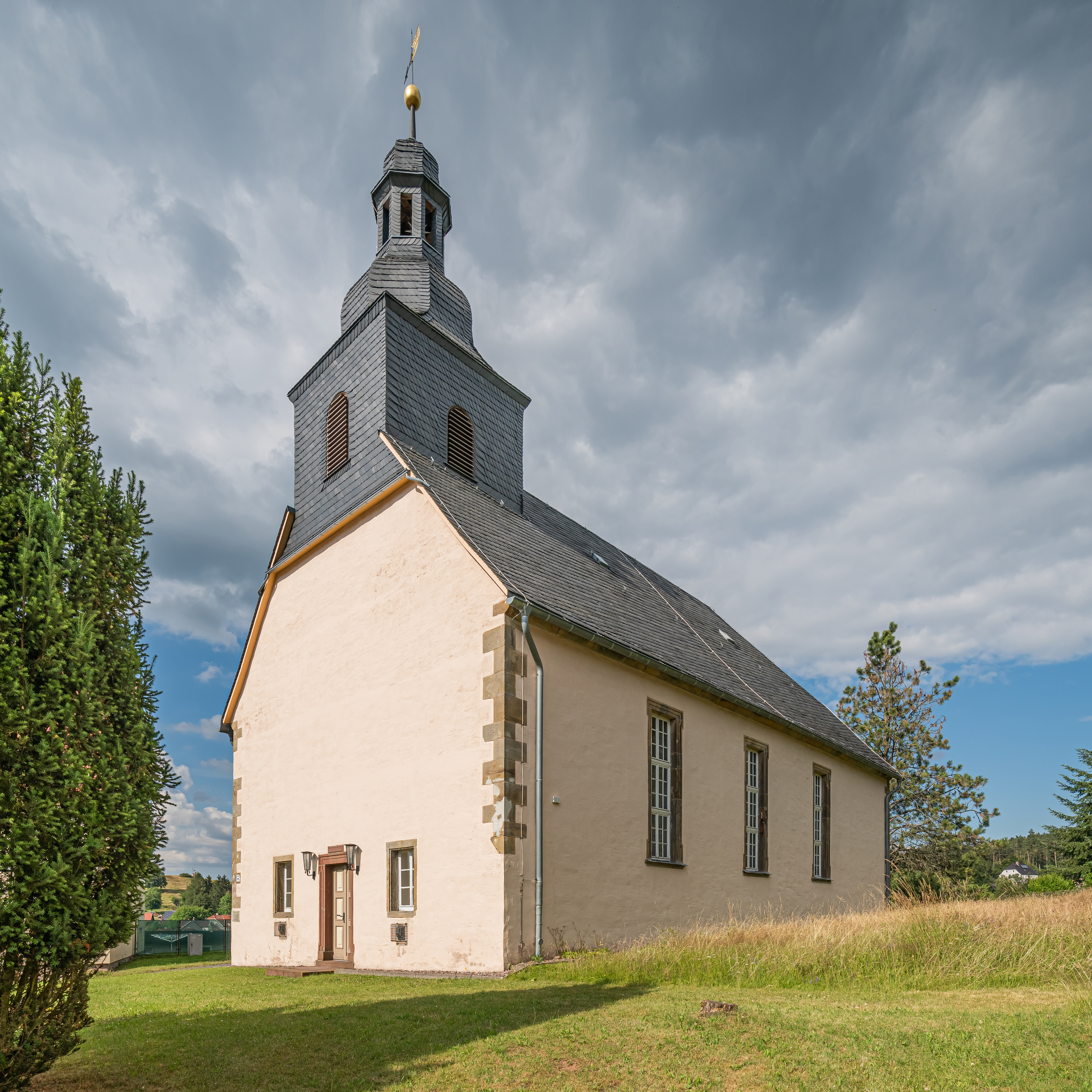
Bergkirche

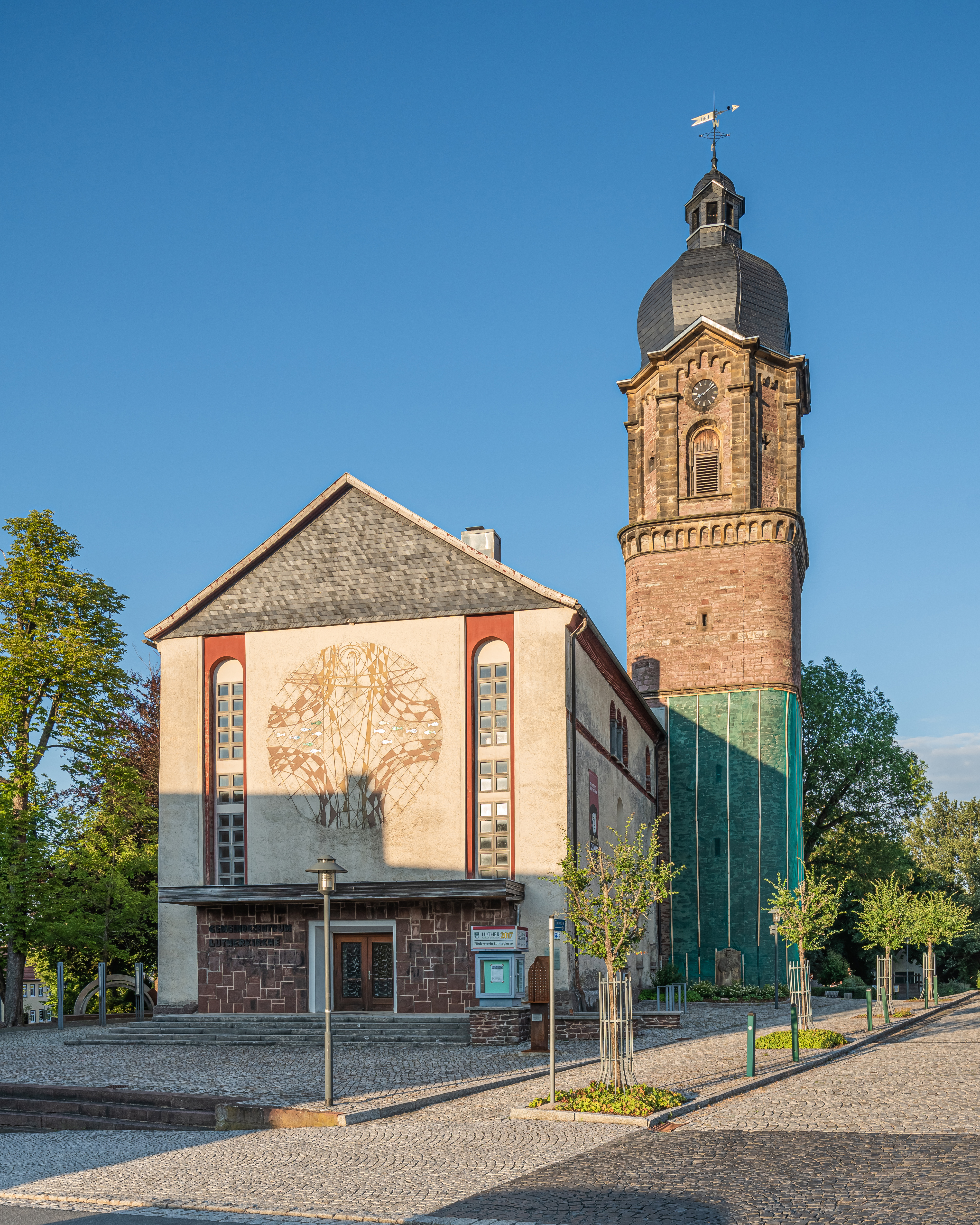
Lutherkirche (2020)

- Die evangelisch-lutherische Bergkirche in Dietharz: Bereits 1040 existierte eine Kirche. Ein Neubau wurde durch das Wachsen der Kirchgemeinde 1570 nötig. Dieser fiel dem Dreißigjährigen Krieg zum Opfer. Die alte Kirche wurde 1708 durch einen Neubau ersetzt, der im gleichen Jahr vollendet werden konnte, hierbei konnten die erhaltenen Außenmauern des Vorgängerbaues mit einbezogen werden. Die Grundsteinlegung fand am 20. April 1708 statt. Nur der Taufstein von 1560 und der Mittelschrein eines nach 1500 entstandenen Flügelaltars (Beweinung Christi) erinnern an die alte Ausstattung, nachdem auch ein neuer Altar samt Kanzelpult eingebaut wurde. Bei der Grundsteinlegung wurden 36 (!) Steine gesetzt, angefangen vom Pfarrer, dem Herzog und seiner Familie, Bürgermeister, Kirchenältester, Gemeindevormund und anderen. Ende des Zweiten Weltkriegs wurde die Kirche durch Artilleriebeschuss sehr beschädigt. Von der ursprünglichen Doppelempore blieb nur die Orgelempore erhalten, Dach und Turm wurden erneuert und ein beheizbarer Gemeinderaum unter der Empore eingebaut. Am 15. September 1968 konnte das renovierte und restaurierte Gotteshaus wieder seiner Bestimmung übergeben werden.[13]
Die Kirche trägt auf den vom Vorgängerbau erhaltenen Mauern ein schiefergedecktes Krüppelwalmdach mit einem verschieferten Dachreiter über dem Westgiebel, der von einer Kuppel mit Laterne, Turmkugel und Wetterfahne gekrönt wird. Das Innere wird durch jeweils drei hohe Fenster an der Nord- und Südseite sowie zwei Fenster an der Ostseite beleuchtet. Der verwaiste und vermutlich entwidmete Friedhof birgt nur noch einen Grabstein des Mühlenbesitzers Robert Raab (1855–1941) und seiner Frau Emma (1862–1920). Die Orgel unbekannten Alters stammt aus Niederndorf und wurde 1968 vom Orgelbauer Schmeisser aus Rochlitz eingebaut. Dietharz bildet mit Tambach und Georgenthal das Kirchspiel Tambach-Dietharz.[14] Am Mittwoch, dem 15. März 2017, erhielt die Kirche zwei neue Glocken, eine davon die „Schöpferglocke“, die von einer Turmuhren- und Glockenwerkstatt aus Gräfenhain hergestellt wurden.

- Lutherkirche (2020)Die evangelisch-lutherische Lutherkirche in Tambach: Diese Kirche von 1350 wurde Ende Februar 1537 von Luther aufgesucht, als er auf dem Rückweg von Schmalkalden eine Rastpause im Ort hatte. Eine medizinische Behandlung im Ort soll ihm Linderung verschafft haben: schmerzhafte Harnsteine, die ihm schon auf der Reise nach Schmalkalden zur Unterzeichnung der Schmalkaldischen Artikel zu schaffen machten, gingen nach einem Fußbad ab. Die Kirche wurde 1684 und 1842 durch Brände beschädigt, einzig die massiven Mauern des Kirchenschiffes und der untere Teil des Turms blieben bis heute erhalten. Das Zimmer im Erdgeschoss des Turms hat ein Kreuzgratgewölbe. Die heutige Kirche wurde 1844 geweiht. Der Turm ist von 1861. Er musste allerdings 1883 wegen der Aufhängung schwererer Glocken erneut umgebaut werden. Nach Beschädigungen Ende 1945 wurde die Kirche vom Schwamm befallen. Die EKD stellte zwischen 1973 und 1975 die Summe von 520.000 D-Mark bereit, damit über ein Kirchenbauprogramm in der DDR dieselbe Summe in DDR-Mark für Sanierungs-Bauleistungen dieses Sakralbaus verfügbar war.[15] Damit konnte zwischen 1972 und 1976 das historische Kirchenschiff umgestaltet und eine zweite Ebene eingebaut werden, um so das Gemeindezentrum mit Gemeinderäumen im Untergeschoss und den Kirchsaal im Obergeschoss unterzubringen – ähnlich wie in der Kirche Herrenhof. Diese Umgestaltung plante Klaus Kaufmann, Architekt der Evangelisch-Lutherischen Kirche in Thüringen. Die 1919 von Karl Barth in den  Gemeinderäumen der Tambacher Kirche gehaltene „Tambacher Rede“ war ein Anstoß für die theologische Neubesinnung in der Protestantischen Kirche Thüringens. Einer der Räume im Gemeindezentrum ist nach Barth benannt, andere Räume tragen die Namen von Luther, Bonifatius und Meister Eckhart.[14]

- Der Falkenstein ist ein 96 Meter hoher, frei stehender Porphyrfelsen. Er ist ein Naturdenkmal und Wanderziel. Die Bergwachthütte am Fuße des Falkenstein wird bewirtschaftet.
- Der Weg Luthers von Schmalkalden nach Tambach-Dietharz ist als Martin-Luther-Weg ausgeschildert und ist heute ein Wanderweg.
- In Tambach-Dietharz münden sieben Täler, die Ausgangspunkte für Wanderungen sein können, darunter das Spittertal, an dessen Ende man den Spitterfall (höchster natürlicher Wasserfall Thüringens; siehe auch: Liste der Wasserfälle in Deutschland) erreicht. In der Nähe liegt die Ebertswiese mit einem Bergsee und Gastwirtschaften.
- Aus dem Schmalwassergrund wurde die Talsperre Schmalwasser. Der Staudamm ist ein Schüttdamm mit Bitumenkerndichtung und ist mit seiner Höhe von 80,7 m der höchste Steinschüttdamm Deutschlands. Er besitzt eine Kronenlänge von 325 m und eine Breite von 7,5 m. In der Talsperre können 21 Millionen Kubikmeter gestaut werden. Die Talsperre ist mit der Ohra-Talsperre bei Luisenthal und der Talsperre Tambach-Dietharz (Gothaer Talsperre) verbunden.
- Am Bromacker bei Tambach-Dietharz (der Bromacker gehört zur Gemarkung Georgenthal/Thüringer Wald) befindet sich die bedeutendste Fundstätte von Ur-Reptilien außerhalb Amerikas und zugleich die weltweit ergiebigste. Die Fundstätte wurde 1974 durch den Paläontologen Dr. Thomas Martens entdeckt. Unter anderem wurde hier das vollständige Skelett des „Tambacher Ursauriers“ Diadectes absitus gefunden, der vor etwa 290 Millionen Jahren lebte. Zuletzt wurde 2006 das Skelett eines Pelycosauriers gefunden.
- Im Herbst 1989 wurde vor dem Haus Tannenberg ein Gedenkstein für den Schweizer Theologen und Protagonisten der Bekennenden Kirche Karl Barth errichtet, der in diesem Haus 1919 seine „Tambacher Rede“ gehalten hat, die eine Neupositionierung des protestantischen Christentums im 20. Jahrhundert einleitete.
- Burgstall Burg Falkenstein (Tambach-Dietharz)
- Burgstall Castrum Walinvels – auch Waldenfels, Altenfels (vermutlich Synonyme für den Wartturm) bzw. Drachenburg, Krachenburg, heute auch Schloßgrube (wohl für die Burg (Palas))
- Unmittelbar am Ort befindet sich die Höhle Hülloch, die ein Anziehungspunkt für Sportkletterer und Boulderer ist. Es handelt sich um ein Naturdenkmal.

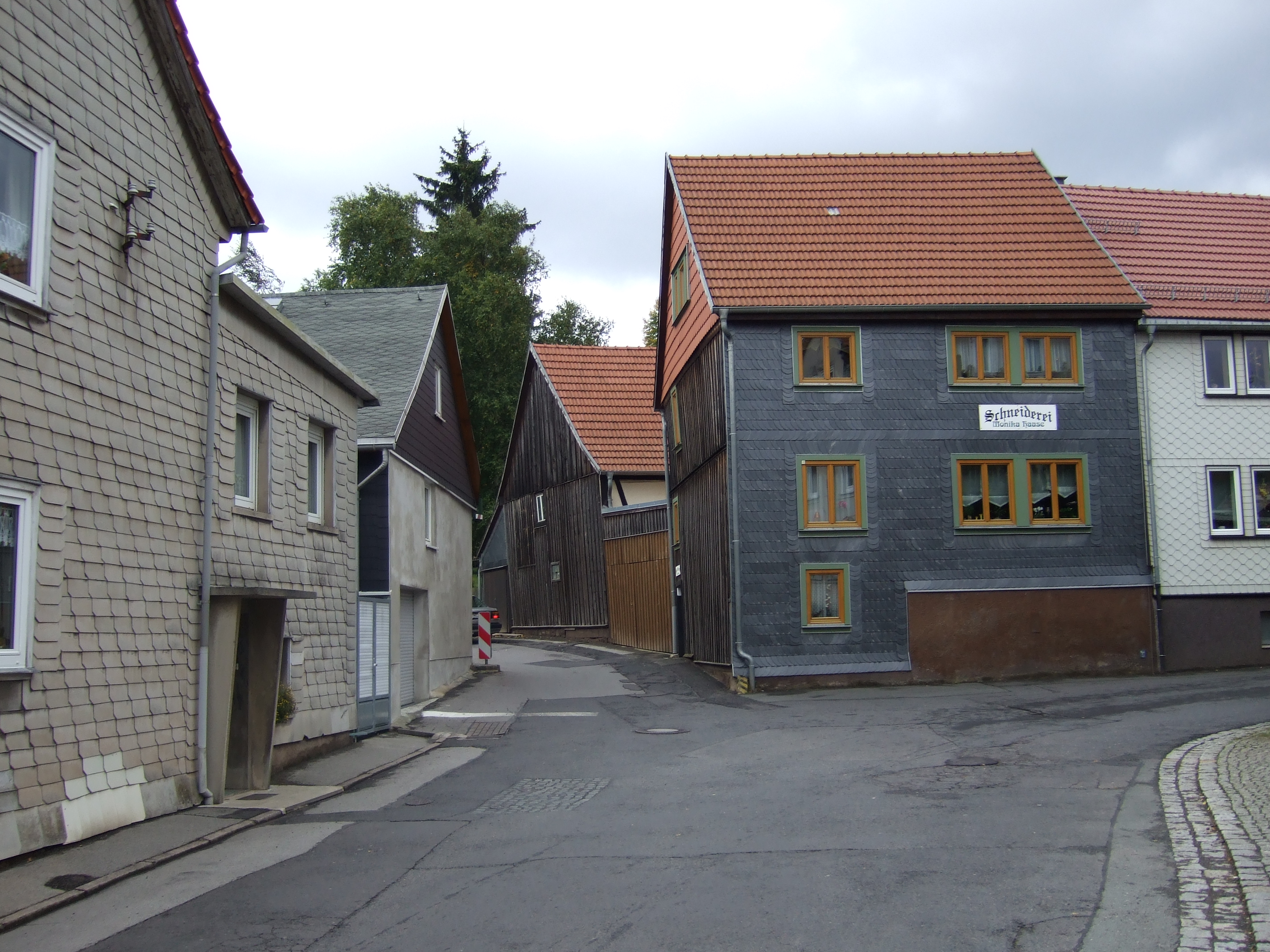
Burgstallstraße
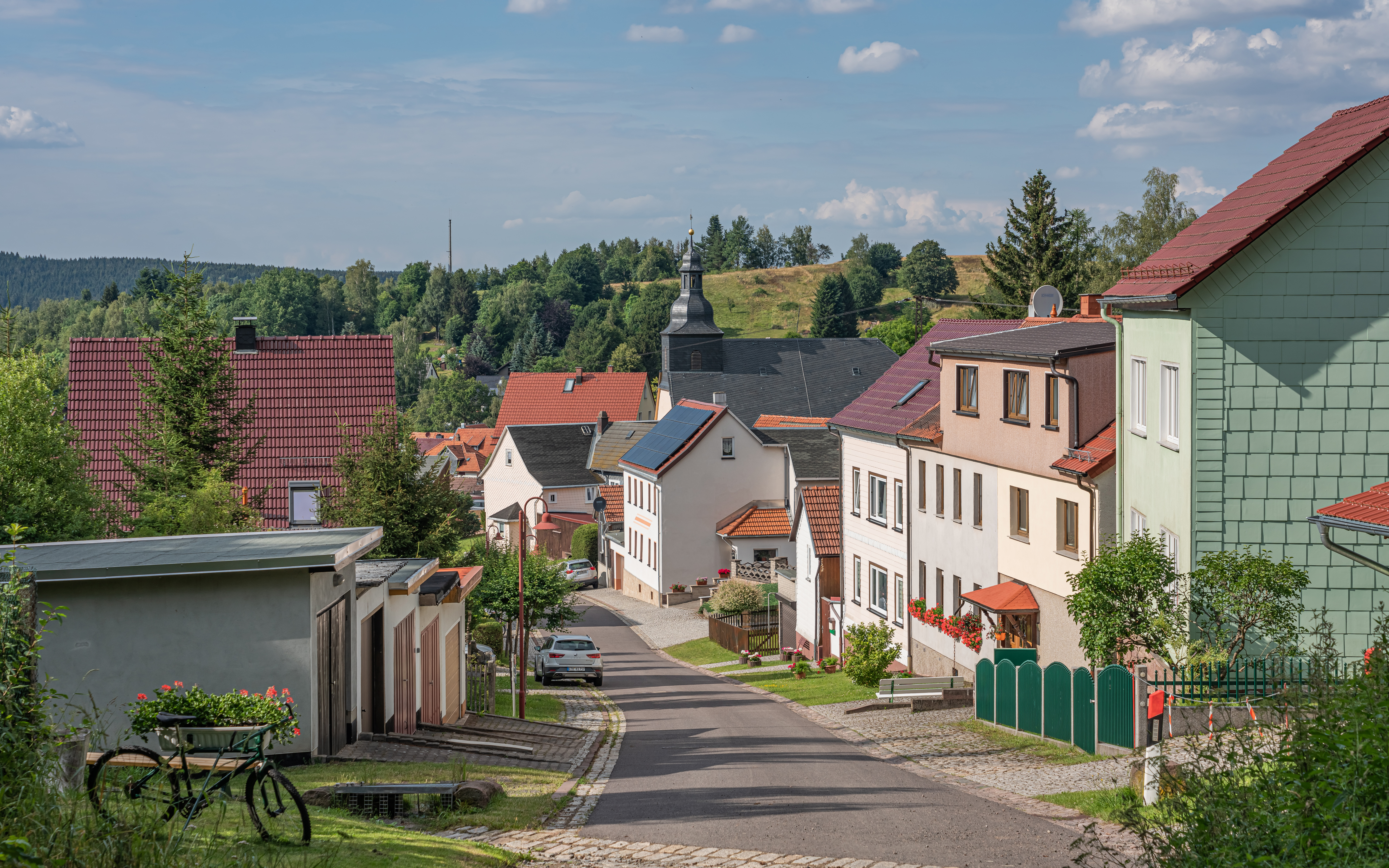
Blick auf die Bergkirche
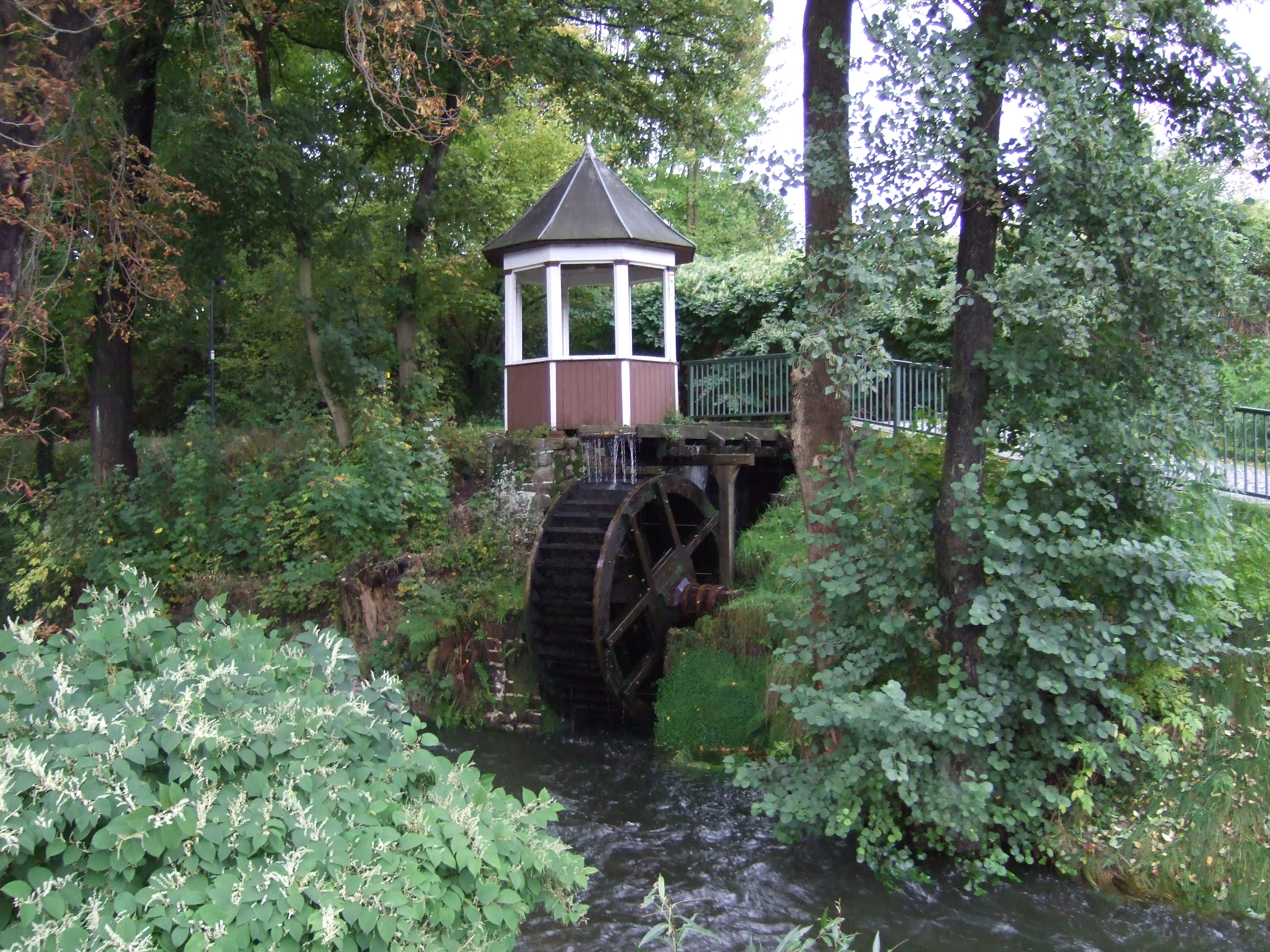
Altes Mühlrad neben dem alten Rathaus
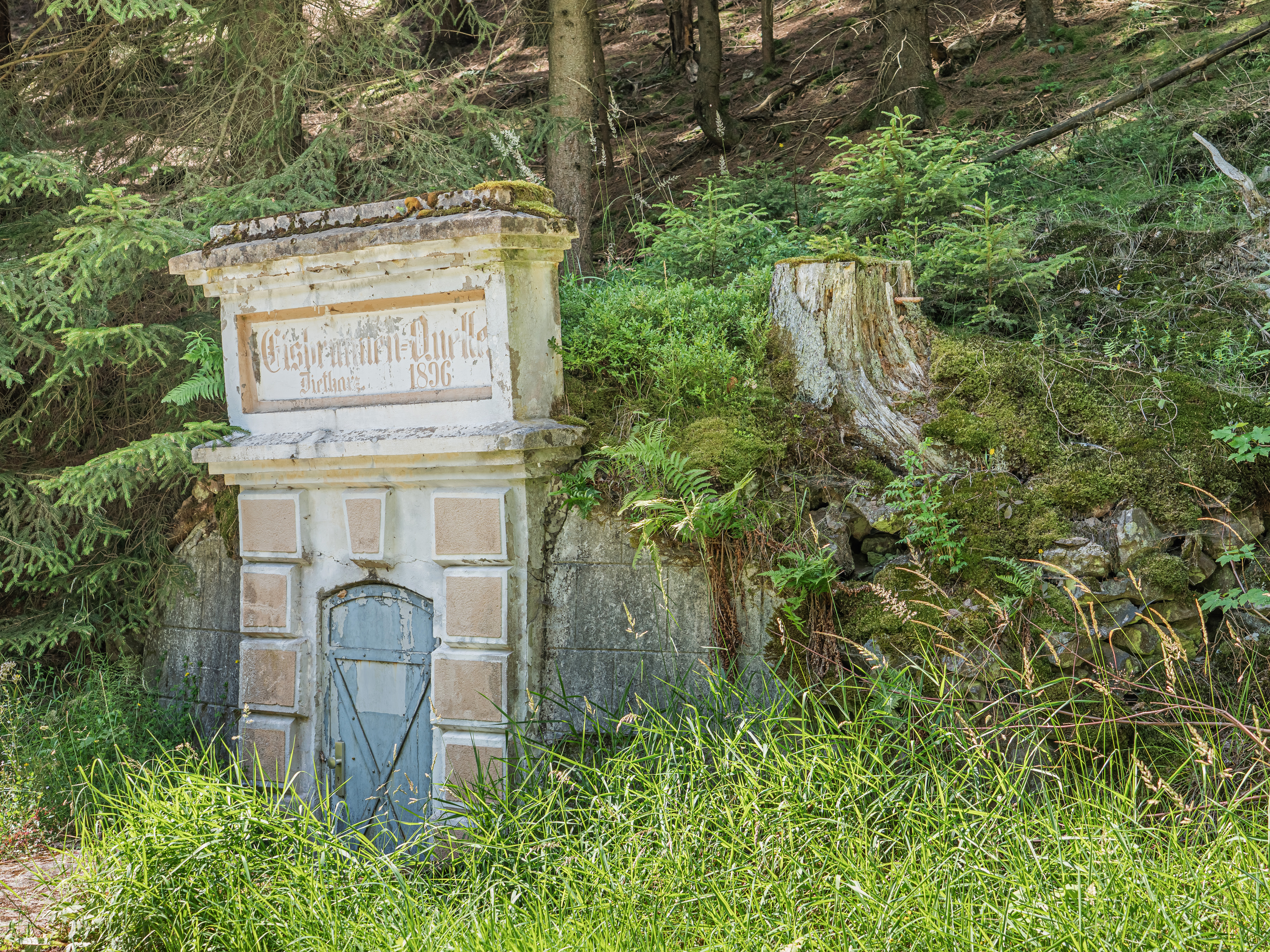
Eisbrunnenquelle im Dietharzer Grund (Schmalwasser-Tal)
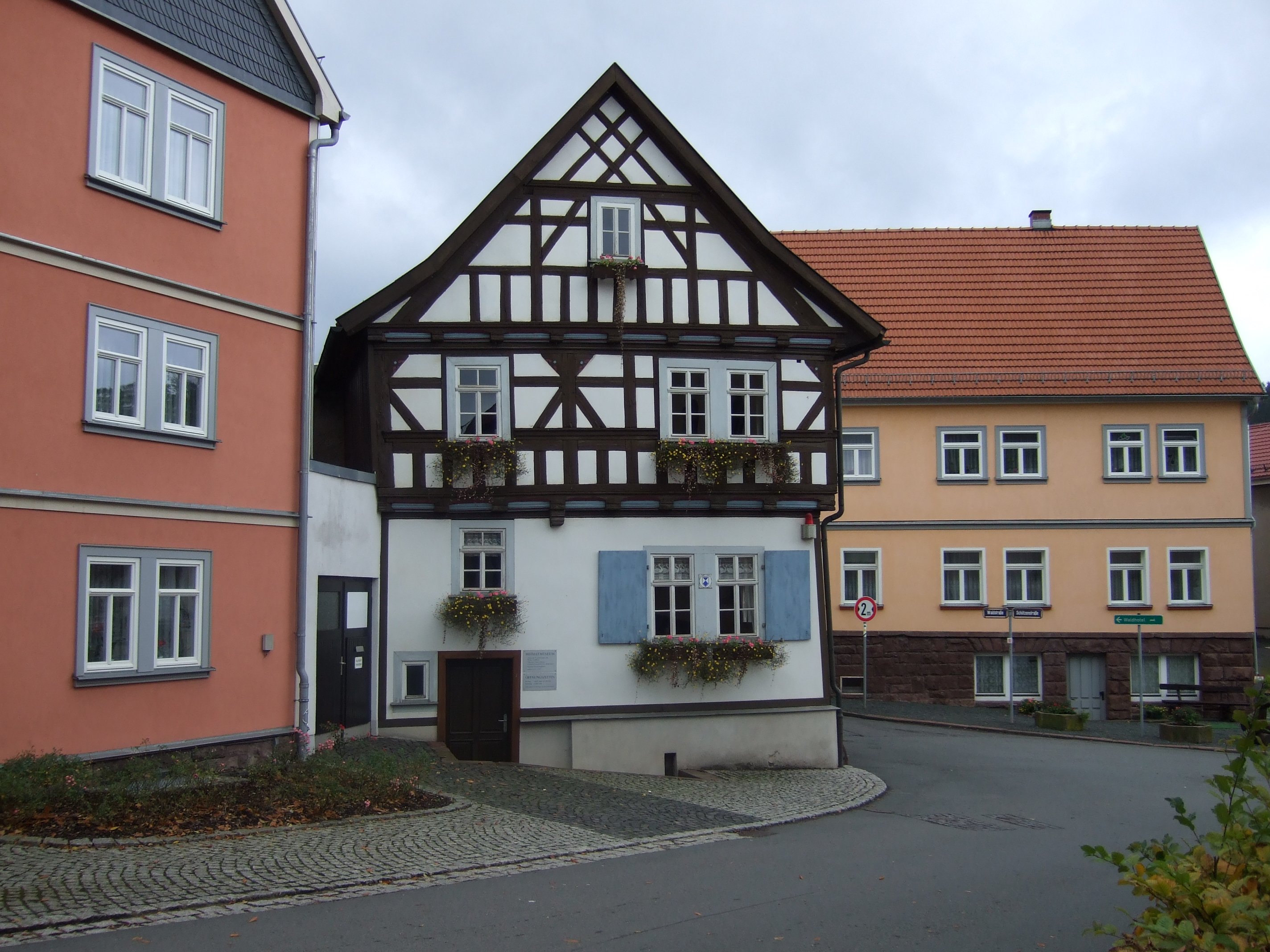
Heimatmuseum
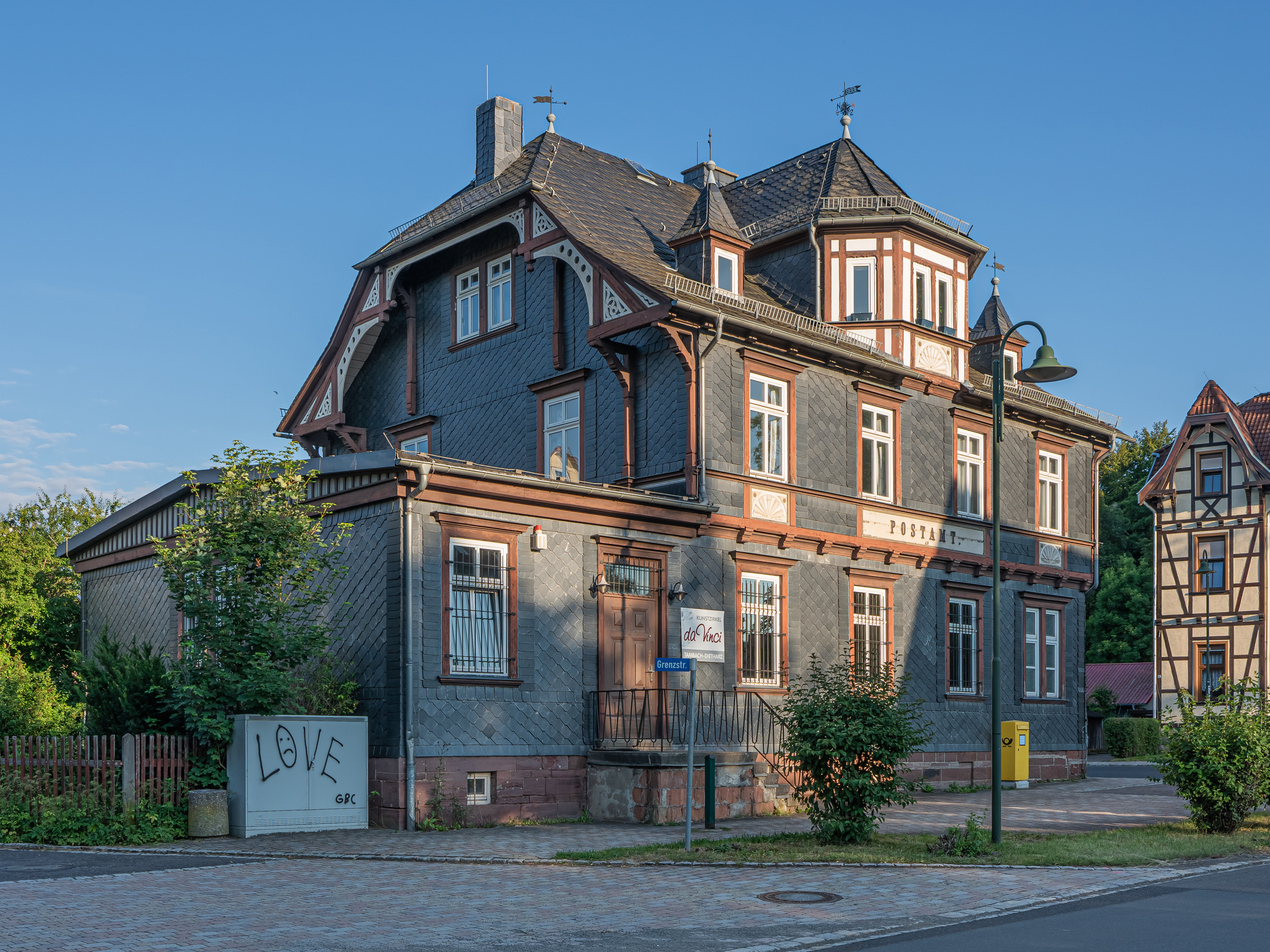
Altes Postamt von 1888

## Persönlichkeiten

### Söhne und Töchter
- Meister Eckhart (* um 1260; † vor dem 30. April 1328), Theologe, Mystiker und Philosoph
- Philipp Sömmering (* im 16. Jahrhundert, vermutlich in Tambach geboren; † 7. Februar 1575 in Wolfenbüttel), Alchemist und betrügerischer Goldmacher. Er nannte sich Therocyclus.
- Johann Andreas Hofmann (1716–1795), Rechtswissenschaftler und Hochschullehrer
- Andreas Heinrich Wiegandt (1809–1889), Bürgermeister von 1863–1868
- Heinrich Wolf (1857–1941), Politiker, Landtagsabgeordneter
- Rolf Michel (* 1945), Physiker, Hochschullehrer
- Karl-Heinz Menz (* 1949), Biathlet
- Gerald Hönig (* 1958), Biathlet, Bundestrainer der Damen-Nationalmannschaft im Biathlon
- Matthias Jacob (* 1960), Biathlet
- Steffen Hoos (* 1968), Biathlet
- Michael Roth (* 1971), Sänger der Metal-Band Eisregen
- Markus Herrmann (* 1986), Autor und Podcaster

### Persönlichkeiten, die vor Ort gewirkt haben
- Felix Hering (1870–1939), Forstmeister in Tambach-Dietharz, Heimatkundler und Autor in zahlreichen thüringischen Schriftenreihen
- Erich Recknagel (1904–1973), Skispringer, Teilnehmer an den Olympischen Winterspielen 1928, lebte in Tambach-Dietharz
- Egon Schnabel (* 1937), Biathlet, Teilnehmer an den Olympischen Winterspielen 1964, mehrfacher DDR-Meister im Biathlon, lebt in Tambach-Dietharz
- Holger Wick (* 1962), Biathlet
- Juliane Frühwirt (* 1998), Biathletin